# Urmo Aava
Urmo Aava (2 febbraio 1979) è un pilota di rally estone, che ha corso nel Campionato del mondo rally e adesso corre nel campionato estone.
Il suo co-pilota è il connazionale Kuldar Sikk.

## Vittorie nel Junior WRC
| Nº | Anno | Rally             | Copilota    | Vettura            |
| -- | ---- | ----------------- | ----------- | ------------------ |
| 1  | 2006 | Rally di Turchia  | Kuldar Sikk | Suzuki Swift S1600 |
| 2  | 2007 | Rally di Sardegna | Kuldar Sikk | Suzuki Swift S1600 |

## Risultati nel mondiale rally

### WRC
| 2002 | Scuderia | Vettura               |  |  |  |  |  |  |  |  |     |  |  |  |  |  |  |  | Punti | Pos. |
| ---- | -------- | --------------------- |  |  |  |  |  |  |  |  | --- |  |  |  |  |  |  |  | ----- | ---- |
| 2002 |          | Ford Focus RS WRC '99 |  |  |  |  |  |  |  |  | Rit |  |  |  |  |  |  |  | 0     |      |

| 2003 | Scuderia | Vettura            |    |  |     |  |  |    |  |  |    |  |     |  |    |     |  |  | Punti | Pos. |
| ---- | -------- | ------------------ | -- |  | --- |  |  | -- |  |  | -- |  | --- |  | -- | --- |  |  | ----- | ---- |
| 2003 |          | Suzuki Ignis S1600 | 20 |  | Rit |  |  | 19 |  |  | 25 |  | Rit |  | 24 | Rit |  |  | 0     |      |

| 2004 | Scuderia | Vettura            |    |  |  |  |  |     |    |  |    |  |  |     |     |  |     |  | Punti | Pos. |
| ---- | -------- | ------------------ | -- |  |  |  |  | --- | -- |  | -- |  |  | --- | --- |  | --- |  | ----- | ---- |
| 2004 |          | Suzuki Ignis S1600 | 12 |  |  |  |  | Rit | 16 |  | 23 |  |  | Rit | Rit |  | Rit |  | 0     |      |

| 2005 | Scuderia | Vettura            |     |  |  |  |    |  |  |    |  |    |     |  |  |    |    |  | Punti | Pos. |
| ---- | -------- | ------------------ | --- |  |  |  | -- |  |  | -- |  | -- | --- |  |  | -- | -- |  | ----- | ---- |
| 2005 |          | Suzuki Ignis S1600 | Rit |  |  |  | 19 |  |  | 19 |  | 16 | Rit |  |  | 19 | 21 |  | 0     |      |

| 2006 | Scuderia | Vettura            |  |    |  |  |    |  |    |  |  |    |  |  |    |  |  |    | Punti | Pos. |
| ---- | -------- | ------------------ |  | -- |  |  | -- |  | -- |  |  | -- |  |  | -- |  |  | -- | ----- | ---- |
| 2006 |          | Suzuki Swift S1600 |  | 22 |  |  | 17 |  | 18 |  |  | SQ |  |  | 16 |  |  | 42 | 0     |      |

| 2007 | Scuderia | Vettura                                       |  |  |    |  |    |  |    |    |   |    |   |    |     |    |  |  | Punti | Pos. |
| ---- | -------- | --------------------------------------------- |  |  | -- |  | -- |  | -- | -- | - | -- | - | -- | --- | -- |  |  | ----- | ---- |
| 2007 |          | Suzuki Swift S1600 e Mitsubishi Lancer WRC 05 |  |  | 28 |  | 15 |  | 13 | 14 | 7 | 12 | 8 | 18 | Rit | 15 |  |  | 3     | 19º  |

| 2008 | Scuderia                 | Vettura        |  |    |  |  |     |   |   |     |    |   |   |     |   |  |  |  | Punti | Pos. |
| ---- | ------------------------ | -------------- |  | -- |  |  | --- | - | - | --- | -- | - | - | --- | - |  |  |  | ----- | ---- |
| 2008 | World Rally Team Estonia | Citroën C4 WRC |  | 18 |  |  | Rit | 8 | 4 | Rit | 15 | 8 | 5 | Rit | 7 |  |  |  | 13    | 11º  |

| 2009 | Scuderia                   | Vettura                                       |    |   |  |  |  |  |  |  |    |  |  |  |  |  |  |  | Punti | Pos. |
| ---- | -------------------------- | --------------------------------------------- | -- | - |  |  |  |  |  |  | -- |  |  |  |  |  |  |  | ----- | ---- |
| 2009 | Stobart VK Ford Rally Team | Ford Focus RS WRC '08 e Honda Civic Type-R R3 | 10 | 8 |  |  |  |  |  |  | 29 |  |  |  |  |  |  |  | 1     | 19º  |

| Legenda | 1º posto | 2º posto | 3º posto | A punti | Senza punti | Ritirato | Squalificato | NP=Non partito C=Gara cancellata | Apice=Power stage |

### Junior WRC
| 2003 | Scuderia | Vettura            |   |  |     |  |  |   |  |  |   |  |     |  |   |     |  |  | Punti | Pos. |
| ---- | -------- | ------------------ | - |  | --- |  |  | - |  |  | - |  | --- |  | - | --- |  |  | ----- | ---- |
| 2003 |          | Suzuki Ignis S1600 | 4 |  | Rit |  |  | 3 |  |  | 4 |  | Rit |  | 5 | Rit |  |  | 20    | 4º   |

| 2004 | Scuderia | Vettura            |   |  |  |  |  |     |   |  |   |  |  |     |     |  |     |  | Punti | Pos. |
| ---- | -------- | ------------------ | - |  |  |  |  | --- | - |  | - |  |  | --- | --- |  | --- |  | ----- | ---- |
| 2004 |          | Suzuki Ignis S1600 | 2 |  |  |  |  | Rit | 5 |  | 5 |  |  | Rit | Rit |  | Rit |  | 16    | 8º   |

| 2005 | Scuderia | Vettura            |     |  |  |  |   |  |  |   |  |   |     |  |  |   |   |  | Punti | Pos. |
| ---- | -------- | ------------------ | --- |  |  |  | - |  |  | - |  | - | --- |  |  | - | - |  | ----- | ---- |
| 2005 |          | Suzuki Ignis S1600 | Rit |  |  |  | 2 |  |  | 3 |  | 2 | Rit |  |  | 4 | 4 |  | 32    | 4º   |

| 2006 | Scuderia | Vettura            |  |   |  |  |   |  |   |  |  |    |  |  |   |  |  |   | Punti | Pos. |
| ---- | -------- | ------------------ |  | - |  |  | - |  | - |  |  | -- |  |  | - |  |  | - | ----- | ---- |
| 2006 |          | Suzuki Swift S1600 |  | 3 |  |  | 2 |  | 3 |  |  | SQ |  |  | 1 |  |  | 9 | 31    | 2º   |

| 2007 | Scuderia | Vettura            |  |  |   |  |   |  |   |  |  |   |  |   |     |  |  |  | Punti | Pos. |
| ---- | -------- | ------------------ |  |  | - |  | - |  | - |  |  | - |  | - | --- |  |  |  | ----- | ---- |
| 2007 |          | Suzuki Swift S1600 |  |  | 3 |  | 2 |  | 1 |  |  | 2 |  | 3 | Rit |  |  |  | 38    | 2º   |

| Legenda | 1º posto | 2º posto | 3º posto | A punti | Senza punti | Ritirato | Squalificato | NP=Non partito C=Gara cancellata | Apice=Power stage |